# Rafael Ninyoles
Rafael Lluís Ninyoles i Monllor (Valencia, 1943-Ibidem, 25 de octubre de 2019) fue un sociolingüista español, considerado uno de los padres de la sociolingüística.

## Biografía
Estudió el bachillerato con los jesuitas. Después se licenció en Derecho y fue doctor en Sociología por la Universidad de Valencia. 
En 1967 viajó a los Estados Unidos. 
Fue profesor de sociología en la Facultad de Ciencias Económicas de Valencia, trabajando como experto en la Diputación Provincial de Valencia y de la Generalidad Valenciana. Él y Aracil combatieron la tesis del bilingüismo y aplicaron el concepto de diglosia para definir la situación lingüística de la población catalana. 
También publicó artículos en diarios y revistas como Serra d'Or, Gorg, Cuadernos para el Diálogo o El País sobre el conflicto lingüístico valenciano, y colaboró con el Centre d'Estudis i Investigacions Comarcals Alfons el Vell. 
Fue uno de los miembros fundadores del desaparecido partido político Unió Democràtica del País Valencià, de ideología valencianista.

## Obras
- L'opinió pública: teories i ideologies. Barcelona: Rafael Dalmau, 1968.
- Conflicte lingüístic valencià. València: Eliseu Climent, 1969.
- Idioma i prejudici. Palma de Mallorca: Moll, 1971.
- Idioma y poder social. Madrid: Tecnos, 1972; Idioma e poder social. Trad. de Maria Pilar García Negro. Santiago de Compostel·la: Laiovento, 2006.
- Diglossical Ideologies and Assimilation. Quebec: CIRB-Universite de Laval, 1972.
- «Sociología del lenguaje», en Doce ensayos sobre el lenguaje, Madrid: Fundación Juan March, 1974.
- Estructura social y política lingüística. València: Fernando Torres, 1975; Estructura social i política lingüística. Alzira: Bromera, 1989; Estructura social e política lingüística. Trad. de Xermán García Cancela. Pontevedra: Ir Indo Edicions, 1991.
- Bases per a una política lingüística democràtica a l'Estat espanyol. València: Eliseu Climent, 1976.
- Cuatro idiomas para un Estado. Madrid: Cambio 16, 1977.
- Madre España. València: Prometeo: 1979; Mare Espanya. València: Tàndem, 1997.
- El País Valencià a l'Eix Mediterrani. Tavernes Blanques: L'Eixam, 1992.
- Informe sociològic de les comarques centrals valencianes. Gandia: CEIC Alfons el Vell, 1996.
- Sociologia de la ciutat de València. Alzira: Germania, 1996.